# Foglio d'Avvisi
Il Foglio d'Avvisi fu il primo giornale del protettorato britannico di Malta, pubblicato tra il 1803 e il 1804. Al tempo, era l'unica pubblicazione periodica a Malta. Il Foglio d'Avvisi fu preceduto dal Journal de Malte (1798) durante l'occupazione francese di Malta e gli successe L'Argo (1804).
La sua pubblicazione era controllata dal governo e conteneva propaganda anti-francese. La diffusione del giornale era di circa 500 copie.
Copie della pubblicazione sono ora conservate presso la Biblioteca nazionale di Malta .